# Parectopa trichophysa
Parectopa trichophysa là một loài bướm đêm thuộc họ Gracillariidae. Nó được tìm thấy ở Peru.